# El robo más grande jamás contado
El robo más grande jamás contado es una película española rodada en el año 2002 y dirigida por Daniel Monzón sobre un guion escrito por él mismo, con banda sonora de Roque Baños, y producida por Lolafilms S.A.
En el año 2003 fue nominada al premio Goya por los mejores efectos especiales, obra de Raúl Romanillos, Félix Bergés y Carlos Martínez. 

## Reparto
| Intérprete             | Personaje                          |
| ---------------------- | ---------------------------------- |
| Antonio Resines        | Lucas Santos Santos "El Santo"     |
| Neus Asensi            | Lucía "Lucy de Liñán"              |
| Javier Aller           | Pinito                             |
| Manuel Manquiña        | Zorba "El Greco"                   |
| Jimmy Barnatán         | Jacobo Yuste "Windows"             |
| Rosario Pardo          | Madre de Windows                   |
| Sancho Gracia          | Fernando Baeza "Garganta Profunda" |
| Javivi                 | Operario aeropuerto                |
| Enrique Villén         | Vicente                            |
| Coté Soler             | Fernando                           |
| Jordi Vilches          | Amigo de Windows                   |
| Gorka Aguinagalde      | Agente 2                           |
| Aitor Mazo             | Agente 1                           |
| Iván Aledo             | Encargado cementerio de coches     |
| Fernando Bilbao        | Mazinger                           |
| Julio Arroyo           |                                    |
| Carlos Morote          | Vigilante Lladró                   |
| Ramón Del Pomar        | Quinqui                            |
| Alfredo Díaz           | Detective                          |
| Sara Montalvo          |                                    |
| Eduardo Fedriani       | Agente 5                           |
| Antonio de la Torre    | Ángel                              |
| Manuel Brun            | Agente 4                           |
| Ion Gabella            | Agente 3                           |
| José Cantero           |                                    |
| Luis Bermejo           | Argentino                          |
| Alfonso Lara           | Vigilante 2                        |
| Vicente Gil            | Sr. Carabias                       |
| Federico Celada        | Joven Terapia                      |
| Janfri Topera          | Operario Aeropuerto                |
| José Lifante           | El Gran Shazam                     |
| Alfred Lucchetti       | Juez                               |
| Alfred Picó            | Operario Aeropuerto                |
| Félix Cubero           | Sacerdote                          |
| Juan Manuel Ochoa      | Enclenque                          |
| Rosita Amores          | Madre Zorba                        |
| Ramiro Alonso          | Redactor "El Mundo"                |
| Ezequiel Stremiz       |                                    |
| David Pinilla          | Funcionario                        |
| Gaudi                  | Vendedor Negro                     |
| Biaffra                | Espectador cine                    |
| José Luis Arrizabalaga | Espectador cine                    |
| Rafael Marín           | Mariachi                           |
| Eduardo Pérez Andrés   | Cafre Aeropuerto                   |
| Rosa López             | Dependienta Aeropuerto             |
| Marian Varela          | Entrevistadora Aeropuerto          |
| Julián Cancela         | Agente 4                           |
| Alex Asensio           | Agente 6                           |
| Fabio Huete            | Vigilante 3                        |
| Manuel Fresneda        | Vigilante 1                        |
| Nacho Silva            | Yonki                              |
| Almudena Madera        | Periodista Reina Sofía             |

## Argumento
Un grupo de cuatro delincuentes se conoce en la cárcel. Allí planean el robo del cuadro más famoso de Picasso, el Guernica. El Santo, cerebro del grupo, Windows, el genio informático, Zorba, pintor abstracto, Pinito, el trapecista del grupo y Lucía, novia de El Santo forman un peculiar grupo que intentará robar en el Museo Reina Sofía.

## Producción
Rodada en localizaciones naturales de Madrid y Valladolid entre septiembre y noviembre de 2001, se trata de una producción de Andrés Vicente Gómez para Lola Films.

## Premios
| Año               | Categoría                  | Persona      | Resultado |
| ----------------- | -------------------------- | ------------ | --------- |
| Premios Goya 2002 | mejores efectos especiales | Félix Bergés | Nominado  |